# Léon Bouly
Léon-Guillaume Bouly (1872 – 1932) è stato un inventore francese a cui si deve la creazione del termine Cinématographe, tre anni prima dei fratelli Lumière. Sulla sua vita si conosce molto poco, tanto da essere considerato uno dei personaggi più misteriosi della storia del cinema.

## Biografia

### Primo brevetto

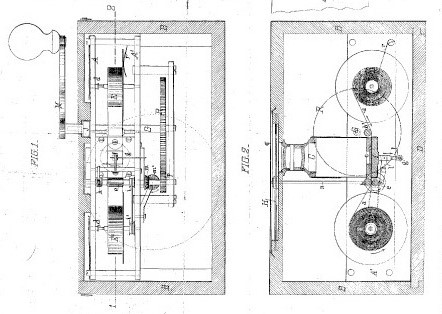
Disegni originali del primo brevetto

Leon Bouly dopo aver studiato i dispositivi per la cronofotografia, il 12 febbraio 1892 deposita un brevetto chiamato "apparecchio fotografico istantaneo per ottenere automaticamente e senza interruzione una serie di inquadrature analitiche del movimento o altre note come Cinématographe". Il dispositivo era una macchina da presa, che al contrario di quella dei Lumière non permetteva la proiezione. Questo suo brevetto era il primo esempio di macchina fotografica con l’otturatore regolabile, che quindi permetteva la scelta del tempo di esposizione. Una manovella attivava l'otturatore e il meccanismo di azionamento, la pellicola - non perforata Eastman - era azionata a intermittenza da un cilindro rotante a segmenti che lavorava insieme a un cuscinetto a pressione per fermarla nel momento in cui l'otturatore scopriva l'obiettivo. L'otturatore era costituito da due dischi circolari sovrapposti, la rotazione di uno di questi elementi rispetto all'altro modificava la superficie di apertura e quindi variava il tempo di esposizione. Jules Carpentier utilizzerà un otturatore di questo tipo per costruire i Cinématographe Lumière nel 1896.

### Secondo brevetto

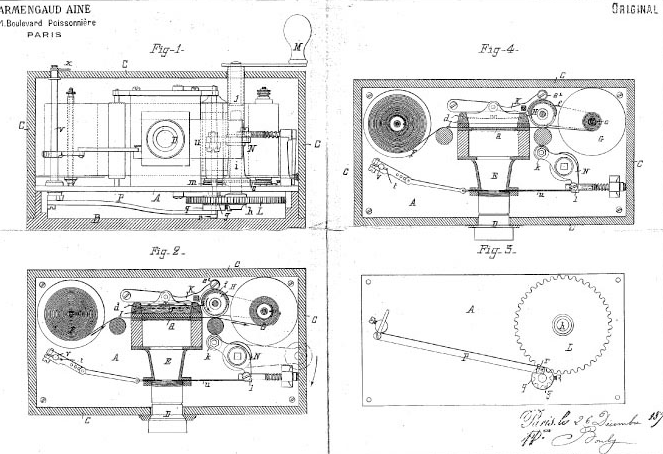
Disegni originali del secondo brevetto

Il 27 dicembre 1893 deposita un secondo brevetto, differente dal primo, chiamandolo: "apparecchio fotografico e ottico reversibile per l'analisi e la sintesi dei movimenti denominato Léon Bouly Cinématographe". Questa seconda versione aveva una sostanziale differenza dalla prima, poiché attraverso un’aletta rimovibile sul retro della macchina da presa, rendeva il dispositivo reversibile e quindi in grado anche di proiettare. Però senza perforazioni nella pellicola, la sequenza del registrato non era regolare, ma a scatti e non era all'altezza della descrizione contenuta nel brevetto.
Almeno due modelli di cinematografo di Léon Bouly sono stati realizzati da un uomo di nome Gaillard, meccanico di precisione con sede al 104 di Boulevard Voltaire a Parigi, ma non sembrano aver dato soddisfazione e nessuno ha riferito di averli visti funzionare. Nel 1927, in occasione del "Photo-Cinema" Gaillard donò due apparecchi da lui realizzati per Bouly al Conservatoire National des Arts et Métiers dove ancora oggi sono conservati. Un terzo apparecchio identificato come Cinématographe Léon Bouly è conservato alla George Eastman House di Rochester, ma si tratta in realtà di un Cinébibliographe realizzato successivamente.

### Declino
Nel 1894, caduto in disgrazia non poté più pagare le rate dei suoi brevetti e quindi il nome "Cinématographe" tornò nuovamente disponibile, e il 13 febbraio 1895 i fratelli Lumière lo riutilizzeranno per brevettare il più famoso Cinématographe Lumière, che sarà la loro fortuna.
Nell'agosto del 1910 lo ritroviamo associato con Abel Cholet che depositano un brevetto per un fonografo a nastro flessibile, poi di lui non si ha più traccia.
Ignorato nella Storia generale del cinema di Georges Sadoul (1950) e nella Storia del cinema di Jean Mitry (1965), il nome di Léon Bouly è oggi citato in opere più recenti che riconoscono al brevetto (n. 219.350) la sua essenzialità. Gli storici moderni concordano sul fatto che Léon Bouly è stato, prima dei fratelli Lumière, il vero inventore del Cinématographe.